# Radim Novák (fotbalista)
Radim Novák (2. dubna 1978 Děčín – 12. května 2020) byl profesionální český fotbalový brankář.
Vystudoval Pedagogickou fakultu Univerzity J. E. Purkyně v Ústí nad Labem, obor Sport a zdraví. Ve volbách do zastupitelstev obcí v Česku (2014) byl na 14. místě kandidátní listiny jako bezpartijní za TOP 09 v Ústeckém kraji. Po konci hráčské kariéry začal učit a trénovat mládež.
V listopadu 2019 mu lékaři diagnostikovali rakovinu slinivky břišní. Rakovině nakonec podlehl 12. května 2020.

## Hráčská kariéra
Začínal ve Skoroticích a v dorosteneckém věku chytal za FK Jablonec nad Nisou. Po přestupu do Slovanu Varnsdorf začal sbírat první starty v mužských soutěžích, hostoval v Litoměřicích (jaro 2002), poté působil v Litvínově (2002–2007), odkud byl zapůjčen do Teplic (2003/04) a Ústí nad Labem (2005/06 a 2006/07).
V letech 2005–2015 byl stálicí v brance FK Ústí nad Labem, v jehož dresu nastoupil ke 13 prvoligovým a 223 druholigovým utkáním. Při postupu Ústí nad Labem do 1. ligy v roce 2010 byl brankářskou jedničkou klubu.
Na podzim 2015 byl krátce hráčem německého klubu SpVgg Bayern Hof ve čtvrté nejvyšší soutěži, v níž odchytal šest celých utkání, přičemž v prvních čtyřech z nich zůstal nepřekonán a ve zbylých dvou inkasoval po jedné brance. Po návratu z Německa hájil branku SK Brná (jaro 2016 a 2016/17) a FK Junior Děčín (2017/18 a 2018/19). Z Junioru Děčín přestoupil v srpnu 2019 do FK Jiskra Modrá, po několika dnech se však vrátil zpět.

### Ligová bilance
| Ročník                 | Zápasy | Góly | Minuty | Nuly | Klub                |
| ---------------------- | ------ | ---- | ------ | ---- | ------------------- |
| ČFL 1998/99            | –      | 0    | –      | –    | SK Slovan Varnsdorf |
| ČFL 1999/00            | –      | 0    | –      | –    | SK Slovan Varnsdorf |
| ČFL 2000/01            | –      | 0    | –      | –    | SK Slovan Varnsdorf |
| ČFL 2001/02            | –      | 0    | –      | –    | SK Slovan Varnsdorf |
| II. liga 2005/06       | 21     | 0    | –      | –    | MFK Ústí nad Labem  |
| II. liga 2006/07       | 28     | 0    | –      | –    | FK Ústí nad Labem   |
| II. liga 2007/08       | 27     | 0    | –      | –    | FK Ústí nad Labem   |
| II. liga 2008/09       | 23     | 0    | 2 055  | 10   | FK Ústí nad Labem   |
| II. liga 2009/10       | 29     | 0    | 2 610  | 11   | FK Ústí nad Labem   |
| I. liga 2010/11        | 13     | 0    | 1 170  | 2    | FK Ústí nad Labem   |
| II. liga 2011/12       | 28     | 0    | 2 520  | 11   | FK Ústí nad Labem   |
| II. liga 2012/13       | 26     | 0    | 2 340  | 5    | FK Ústí nad Labem   |
| II. liga 2013/14       | 26     | 0    | 2 340  | 9    | FK Ústí nad Labem   |
| II. liga 2014/15       | 15     | 0    | 1 350  | 4    | FK Ústí nad Labem   |
| CELKEM I. LIGA         | 13     | 0    | 1 170  | 2    |                     |
| CELKEM II. LIGA        | 223    | 0    | –      | –    |                     |
| CELKEM III. LIGA – ČFL | –      | 0    | –      | –    |                     |

## Trenérská kariéra
Po skončení profesionální kariéry se stal trenérem brankářů a asistentem trenéra v FK Ústí nad Labem. Na konci června 2018 přešel k mládeži do FK Teplice.